# Cintia Rosa
Cintia Rosa (Rio de Janeiro, 17 de março de 1984) é uma atriz brasileira, conhecida pelo filme Tropa de Elite. Cintia é irmã da também atriz Sabrina Rosa.

## Biografia & Carreira
Cíntia Rosa fez sua estreia no cinema em 1998 no filme Como Ser Solteiro. No ano de 2002 participou do seriado da Rede Globo Sandy e Junior, e, nos anos seguintes, participou de outros seriados como Cidade dos Homens, em 2004, e Alta Estação, em 2006.
Em 2005 integrou o elenco do filme O Maior Amor do Mundo. A atriz tornou-se conhecida pela atuação no filme Tropa de Elite de José Padilha, em 2007. Continuou a fazer participações em seriados, sendo eles, Faça a Sua História, em 2008, Tudo Novo de Novo em 2009, A Vida Alheia, em 2010, e As Cariocas, em 2010, no episódio “A Internauta da Mangueira”. No mesmo ano atuou em 5x Favela - Agora por nós mesmos, e foi com o elenco à Cannes na França para assistir ao Festival de Cannes de 2010. No ano de 2011 atua no filme Bróder, que conta com Caio Blat e Jonathan Haagensen no elenco.
Cintia já fez parte de um extinto grupo de hip hop com mais três integrantes, formado no morro do Vidigal, RJ.

## Filmografia

### Televisão
| Ano           | Título                   | Personagem          | Nota(s)                                              | Ref.  |
| ------------- | ------------------------ | ------------------- | ---------------------------------------------------- | ----- |
| 2002          | Sandy & Junior           | Maria               |                                                      | [ 1 ] |
| 2004          | Cidade dos Homens        | Zuleide             | Episódio: “Foi Sem Querer” Episódio: “Buraco Quente” | [ 1 ] |
| 2004          | Senhora do Destino       | Doméstica           | Episódio: "22 de julho"                              |       |
| 2006—07       | Alta Estação             | Heloísa             |                                                      | [ 1 ] |
| 2008          | Faça Sua História        | Tercina             | Episódio: “O Estouro da Boiada”                      |       |
| 2009          | Tudo Novo de Novo        | Bianca              | Episódio: “Ensina-me a Namorar”                      |       |
| 2010          | A Vida Alheia            | Babá                | Episódio: ”Manchas do Passado”                       |       |
| 2010          | As Cariocas              | Gleyci              | Episódio: “A Internauta da Mangueira”                | [ 1 ] |
| 2011—12       | Tapas & Beijos           | Geise               |                                                      | [ 3 ] |
| 2012          | A Grande Família         | Laureci             | Episódio: "O Último Tango em Buenos Aires"           |       |
| 2014          | Em Família               | Carolaine           |                                                      | [ 4 ] |
| 2016          | Terminadores             | Samara              |                                                      |       |
| 2017-2018     | Valentins                | Telinha             | Professora dos Valentins                             |       |
| 2018          | Segundo Sol              | Agatha              | Participação especial                                | [ 5 ] |
| 2019          | Homens?                  | Dani                |                                                      |       |
| 2020-presente | Detetives do Prédio Azul | Tina Macieira       | Desde a 13 Temporada                                 |       |
| 2023          | Vai na Fé                | Enfermeira Angélica | Episódio: "16 de fevereiro"                          |       |

### Cinema

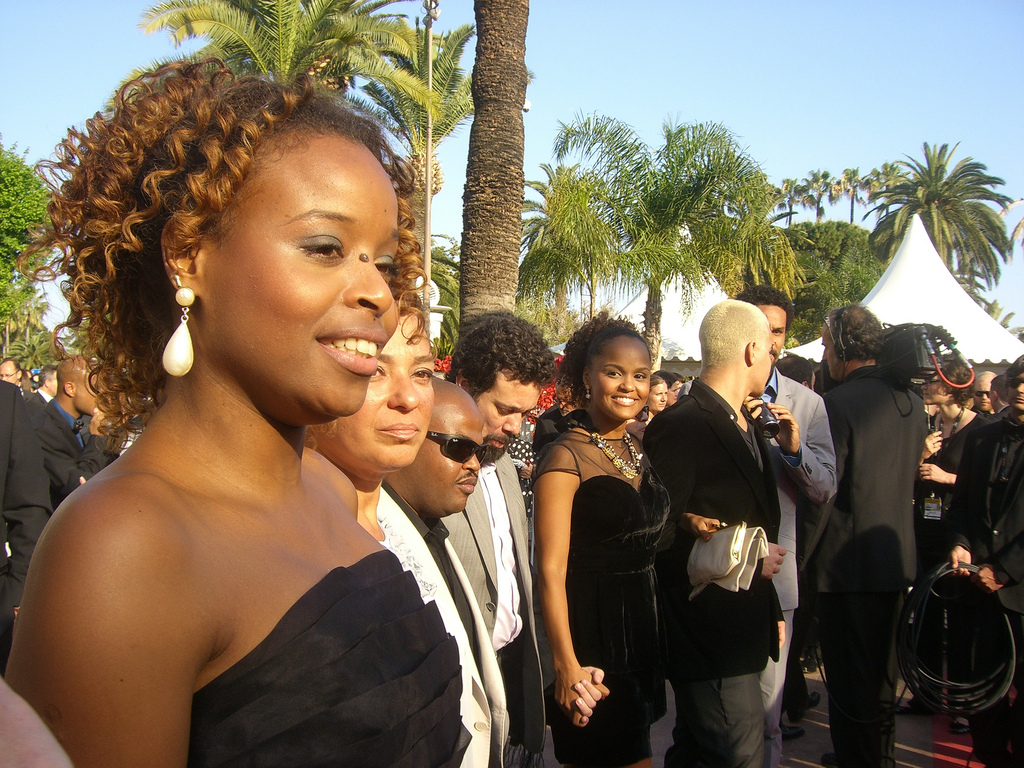
Cintia junto ao elenco de 5x Favela - Agora por nós mesmos no Festival de Cannes de 2010.

| Ano  | Filme                                  | Personagem              | Notas                                | Ref.        |
| ---- | -------------------------------------- | ----------------------- | ------------------------------------ | ----------- |
| 1998 | Como Ser Solteiro                      | Lucinha                 |                                      | [ 1 ]       |
| 2005 | O Maior Amor do Mundo                  | Zezé                    |                                      | [ 1 ]       |
| 2007 | Tropa de Elite                         | Helen                   |                                      | [ 1 ]       |
| 2010 | A Suprema Felicidade                   | (Indisponível)          | Filme de Arnaldo Jabor               | [ 2 ]       |
| 2010 | 5x Favela - Agora por nós mesmos       | Márcia                  | Filme indicado ao Festival de Cannes | [ 1 ] [ 2 ] |
| 2011 | Bróder                                 | Elaine                  |                                      | [ 1 ]       |
| 2014 | Confissões de Adolescente - O Filme    | Renata                  |                                      |             |
| 2015 | O Fim e os Meios                       | Cristina Martins (Cris) |                                      |             |
| 2020 | Recomeçar - Um filme feito a distância | mulher no Rio           | também produtora                     |             |
| 2021 | 4 x 100 - Correndo por um Sonho        | Jaciara Souza           |                                      | [ 6 ]       |
| 2021 | Intervenção: É Proibido Morrer         | Rita                    |                                      |             |
| 2024 | A Festa de Léo                         | Rita                    |                                      | [ 7 ]       |

## Prêmios e Indicações
| Ano  | Prêmio                        | Categoria             | Trabalho indicado               | Resultado | Ref.        |
| ---- | ----------------------------- | --------------------- | ------------------------------- | --------- | ----------- |
| 2011 | 13º Prêmio Contigo!           | Revelação da TV       | Gleyce em As Cariocas           | Indicado  | [ 8 ] [ 9 ] |
| 2022 | Festival SESC Melhores Filmes | Melhor Atriz Nacional | 4 x 100 - Correndo por um Sonho | Pendente  |             |